# 1334 Lundmarka
1334 Lundmarka (1934 OB) là một tiểu hành tinh vành đai chính được phát hiện ngày 16 tháng 7 năm 1934 bởi K. Reinmuth ở Heidelberg.